# Dizzee Rascal/Diskografie
Diese Diskografie ist eine Übersicht über die musikalischen Werke des britischen Rappers Dizzee Rascal. Den Schallplattenauszeichnungen zufolge hat er bisher mehr als 9,4 Millionen Tonträger verkauft, davon alleine in seiner Heimat über 7,5 Millionen. Seine erfolgreichste Veröffentlichung ist die Single Bonkers mit über 1,8 Millionen verkauften Einheiten.

## Alben

### Studioalben
| Jahr | Titel                  | Höchstplatzierung, Gesamtwochen, AuszeichnungChartplatzierungen (Jahr, Titel, Platzierungen, Wochen, Auszeichnungen, Anmerkungen) | Höchstplatzierung, Gesamtwochen, AuszeichnungChartplatzierungen (Jahr, Titel, Platzierungen, Wochen, Auszeichnungen, Anmerkungen) | Höchstplatzierung, Gesamtwochen, AuszeichnungChartplatzierungen (Jahr, Titel, Platzierungen, Wochen, Auszeichnungen, Anmerkungen) | Höchstplatzierung, Gesamtwochen, AuszeichnungChartplatzierungen (Jahr, Titel, Platzierungen, Wochen, Auszeichnungen, Anmerkungen) | Höchstplatzierung, Gesamtwochen, AuszeichnungChartplatzierungen (Jahr, Titel, Platzierungen, Wochen, Auszeichnungen, Anmerkungen) | Anmerkungen                              |
| Jahr | Titel                  | DE | AT | CH | UK | US | Anmerkungen                              |
| ---- | ---------------------- | --- | --- | --- | --- | --- | ---------------------------------------- |
| 2003 | Boy in da Corner       | — | — | — | UK23 Platin · (24 Wo.)UK | — | Erstveröffentlichung: 21. Juli 2003      |
| 2004 | Showtime               | — | — | — | UK8 Gold · (14 Wo.)UK | — | Erstveröffentlichung: 6. September 2004  |
| 2007 | Maths + English        | — | — | — | UK7 Gold · (16 Wo.)UK | — | Erstveröffentlichung: 4. Juni 2007       |
| 2009 | Tongue n’ Cheek        | — | — | — | UK3 Platin · (52 Wo.)UK | — | Erstveröffentlichung: 21. September 2009 |
| 2013 | The Fifth              | — | — | CH48 (1 Wo.)CH | UK10 (4 Wo.)UK | — | Erstveröffentlichung: 30. September 2013 |
| 2017 | Raskit                 | — | — | — | UK10 (2 Wo.)UK | — | Erstveröffentlichung: 21. Juli 2017      |
| 2020 | E3 AF                  | — | — | — | UK13 (1 Wo.)UK | — | Erstveröffentlichung: 30. Oktober 2020   |
| 2024 | Don’t Take It Personal | — | — | — | UK27 (1 Wo.)UK | — | Erstveröffentlichung: 9. Februar 2024    |

### Livealben
- 2002: Sidewinder Live

### EPs
- 2007: Napster Live Session
- 2008: iTunes Live: Berlin Festival
- 2009: iTunes Live: London Festival ’09
- 2014: Pagans EP
- 2018: Don’t Gas Me

## Singles

### Als Leadmusiker
| Jahr | Titel Album                             | Höchstplatzierung, Gesamtwochen, AuszeichnungChartplatzierungen (Jahr, Titel, Album, Platzierungen, Wochen, Auszeichnungen, Anmerkungen) | Höchstplatzierung, Gesamtwochen, AuszeichnungChartplatzierungen (Jahr, Titel, Album, Platzierungen, Wochen, Auszeichnungen, Anmerkungen) | Höchstplatzierung, Gesamtwochen, AuszeichnungChartplatzierungen (Jahr, Titel, Album, Platzierungen, Wochen, Auszeichnungen, Anmerkungen) | Höchstplatzierung, Gesamtwochen, AuszeichnungChartplatzierungen (Jahr, Titel, Album, Platzierungen, Wochen, Auszeichnungen, Anmerkungen) | Höchstplatzierung, Gesamtwochen, AuszeichnungChartplatzierungen (Jahr, Titel, Album, Platzierungen, Wochen, Auszeichnungen, Anmerkungen) | Anmerkungen                                                       |
| Jahr | Titel Album                             | DE | AT | CH | UK | US | Anmerkungen                                                       |
| ---- | --------------------------------------- | --- | --- | --- | --- | --- | ----------------------------------------------------------------- |
| 2003 | I Luv U Boy in da Corner                | — | — | — | UK29 (3 Wo.)UK | — | Erstveröffentlichung: 26. Mai 2003                                |
| 2003 | Fix Up, Look Sharp Boy in da Corner     | — | — | — | UK17 Gold · (6 Wo.)UK | — | Erstveröffentlichung: 18. August 2003                             |
| 2003 | Jus’ a Rascal Boy in da Corner          | — | — | — | UK30 (3 Wo.)UK | — | Erstveröffentlichung: 24. November 2003                           |
| 2004 | Stand Up Tall Showtime                  | — | — | — | UK10 (6 Wo.)UK | — | Erstveröffentlichung: 23. August 2004                             |
| 2004 | Dream Showtime                          | — | — | — | UK14 (8 Wo.)UK | — | Erstveröffentlichung: 8. November 2004                            |
| 2005 | Off 2 Work / Graftin’ Showtime          | — | — | — | UK44 (2 Wo.)UK | — | Erstveröffentlichung: 21. März 2005                               |
| 2007 | Sirens Maths + English                  | — | — | — | UK20 (4 Wo.)UK | — | Erstveröffentlichung: 21. Mai 2007                                |
| 2007 | Pussyole (Old Skool) Maths + English    | — | — | — | UK22 (7 Wo.)UK | — | Erstveröffentlichung: 30. Juli 2007                               |
| 2007 | Flex Maths + English                    | — | — | — | UK23 (10 Wo.)UK | — | Erstveröffentlichung: 19. November 2007                           |
| 2008 | Dance wiv Me Tongue n’ Cheek            | DE48 (9 Wo.)DE | — | — | UK1 ×3Dreifachplatin · (60 Wo.)UK | — | Erstveröffentlichung: 22. Juni 2008 mit Calvin Harris & Chrome    |
| 2009 | Bonkers Tongue n’ Cheek                 | DE58 (7 Wo.)DE | AT26 (18 Wo.)AT | CH88 (1 Wo.)CH | UK1 ×3Dreifachplatin · (37 Wo.)UK | — | Erstveröffentlichung: 17. Mai 2009 mit Armand Van Helden          |
| 2009 | Holiday Tongue n’ Cheek                 | DE78 (1 Wo.)DE | — | — | UK1 Platin · (17 Wo.)UK | — | Erstveröffentlichung: 23. August 2009 mit Chrome                  |
| 2009 | Dirtee Cash Tongue n’ Cheek             | — | — | — | UK10 Silber · (14 Wo.)UK | — | Erstveröffentlichung: 21. September 2009                          |
| 2010 | You Got the Dirtee Love Tongue n’ Cheek | — | — | — | UK2 Platin · (14 Wo.)UK | — | Erstveröffentlichung: 17. Februar 2010 mit Florence + The Machine |
| 2010 | Dirtee Disco Tongue n’ Cheek            | — | — | — | UK1 Silber · (11 Wo.)UK | — | Erstveröffentlichung: 23. Mai 2010                                |
| 2012 | Scream –                                | — | — | — | UK22 (3 Wo.)UK | — | Erstveröffentlichung: 5. August 2012 feat. Pepper                 |
| 2013 | Bassline Junkie The Fifth               | — | — | — | UK10 Platin · (17 Wo.)UK | — | Erstveröffentlichung: 1. Januar 2013                              |
| 2013 | Goin’ Crazy The Fifth                   | DE32 (6 Wo.)DE | AT57 (1 Wo.)AT | — | UK5 (7 Wo.)UK | — | Erstveröffentlichung: 16. Juni 2013 feat. Robbie Williams         |
| 2013 | I Don’t Need a Reason The Fifth         | — | — | — | UK69 (2 Wo.)UK | — | Erstveröffentlichung: August 2013                                 |
| 2013 | Something Really Bad The Fifth          | DE65 (4 Wo.)DE | — | — | UK10 (4 Wo.)UK | — | Erstveröffentlichung: 29. September 2013 feat. Will.i.am          |
| 2013 | Love This Town The Fifth                | — | — | — | UK35 (8 Wo.)UK | — | Erstveröffentlichung: 21. Oktober 2013 feat. Teddy Sky            |
| 2016 | Hype –                                  | — | — | — | UK34 Silber · (7 Wo.)UK | — | Erstveröffentlichung: 24. Juni 2016 mit Calvin Harris             |
| 2018 | Money Right Don’t Gas Me                | — | — | — | UK68 (2 Wo.)UK | — | Erstveröffentlichung: 7. September 2018 feat. Skepta              |

Weitere Singles
- 2017: Space
- 2020: L.L.L.L. (Love Life Live Large)
- 2020: Act Like You Know
- 2020: Body Loose
- 2023: Sugar and Spice
- 2023: Get Out the Way
- 2023: How Did I Get So Calm

### Als Gastmusiker
| Jahr | Titel Album                                    | Höchstplatzierung, Gesamtwochen, AuszeichnungChartplatzierungen (Jahr, Titel, Album, Platzierungen, Wochen, Auszeichnungen, Anmerkungen) | Höchstplatzierung, Gesamtwochen, AuszeichnungChartplatzierungen (Jahr, Titel, Album, Platzierungen, Wochen, Auszeichnungen, Anmerkungen) | Höchstplatzierung, Gesamtwochen, AuszeichnungChartplatzierungen (Jahr, Titel, Album, Platzierungen, Wochen, Auszeichnungen, Anmerkungen) | Höchstplatzierung, Gesamtwochen, AuszeichnungChartplatzierungen (Jahr, Titel, Album, Platzierungen, Wochen, Auszeichnungen, Anmerkungen) | Höchstplatzierung, Gesamtwochen, AuszeichnungChartplatzierungen (Jahr, Titel, Album, Platzierungen, Wochen, Auszeichnungen, Anmerkungen) | Anmerkungen                                                                              |
| Jahr | Titel Album                                    | DE | AT | CH | UK | US | Anmerkungen                                                                              |
| ---- | ---------------------------------------------- | --- | --- | --- | --- | --- | ---------------------------------------------------------------------------------------- |
| 2003 | Lucky Star Kish Kash                           | — | — | — | UK23 (8 Wo.)UK | — | Erstveröffentlichung: November 2003 Basement Jaxx feat. Dizzee Rascal                    |
| 2008 | Toe Jam I Think We’re Gonna Need a Bigger Boat | — | — | — | — | — | Erstveröffentlichung: 2008 The Brighton Port Authority & David Byrne feat. Dizzee Rascal |
| 2010 | Shout 2012 –                                   | — | — | — | UK1 Silber · (7 Wo.)UK | — | Erstveröffentlichung: 13. Juni 2010 Shout for England feat. Dizzee Rascal & James Corden |
| 2010 | Loca Sale el Sol                               | DE6 Gold · (24 Wo.)DE | AT2 Gold · (20 Wo.)AT | CH1 Platin · (40 Wo.)CH | — | US32 (11 Wo.)US | Erstveröffentlichung: 10. September 2010 Shakira feat. Dizzee Rascal                     |
| 2011 | Bluku! Bluku!                                  | — | — | — | — | — | Erstveröffentlichung: 2011 D Double E feat. Dizzee Rascal                                |
| 2012 | The Power nextlevelism                         | — | — | — | UK6 (8 Wo.)UK | — | Erstveröffentlichung: 3. Juni 2012 DJ Fresh feat. Dizzee Rascal                          |
| 2013 | Wild Alive                                     | DE12 (11 Wo.)DE | AT41 (8 Wo.)AT | CH46 (6 Wo.)CH | UK5 Gold · (19 Wo.)UK | — | Erstveröffentlichung: 26. Mai 2013 Jessie J feat. Big Sean & Dizzee Rascal               |
| 2016 | How Love Begins –                              | — | — | — | UK53 (2 Wo.)UK | — | Erstveröffentlichung: 5. Februar 2016 DJ Fresh & High Contrast feat. Dizzee Rascal       |

Weitere Gastbeiträge
- 2010: Violence (Newham Generals feat. G-Man & Dizzee Rascal)
- 2014: When It Comes to You (Adam F & Cory Enemy feat. Dizzee Rascal)
- 2019: Blessed (Ocean Wisdom feat. Dizzee Rascal)
- 2019: Back It (Yizzy feat. Dizzee Rascal)

## Statistik

### Chartauswertung
|                     | DE    | AT    | CH    | UK    | US    |
| ------------------- | ----- | ----- | ----- | ----- | ----- |
| Nummer-eins-Alben   | DE—DE | AT—AT | CH—CH | UK—UK | US—US |
| Top-10-Alben        | DE—DE | AT—AT | CH—CH | UK4UK | US—US |
| Alben in den Charts | DE—DE | AT—AT | CH1CH | UK8UK | US—US |

|                       | DE    | AT    | CH    | UK     | US    |
| --------------------- | ----- | ----- | ----- | ------ | ----- |
| Nummer-eins-Singles   | DE—DE | AT—AT | CH1CH | UK5UK  | US—US |
| Top-10-Singles        | DE1DE | AT1AT | CH1CH | UK13UK | US—US |
| Singles in den Charts | DE7DE | AT4AT | CH3CH | UK28UK | US1US |

### Auszeichnungen für Musikverkäufe
| Silberne Schallplatte - Vereinigtes Königreich - 2024: für das Lied Revvin Goldene Schallplatte - Australien - 2015: für die Single You Got the Dirtee Love - 2024: für die Single Holiday - Belgien - 2011: für die Single Loca - Brasilien - 2024: für die Single Wild - Dänemark - 2011: für die Single Loca - 2013: für das Streaming Wild - Europa (Impala) - 2008: für das Album Maths + English - Neuseeland - 2013: für die Single Wild - 2022: für das Album Tongue n’ Cheek - Schweden - 2011: für die Single Loca | Platin-Schallplatte - Australien - 2022: für die Single Dance wiv Me - Frankreich - 2021: für die Single Zone - Neuseeland - 2023: für die Single Holiday 2× Platin-Schallplatte - Australien - 2013: für die Single Wild - Italien - 2013: für die Single Loca - Mexiko - 2012: für die Single Loca - Neuseeland - 2023: für die Single Dance wiv Me - Spanien - 2011: für die Single Loca 3× Platin-Schallplatte - Australien - 2024: für die Single Bonkers - Neuseeland - 2015: für die Single Bonkers |

Anmerkung: Auszeichnungen in Ländern aus den Charttabellen bzw. Chartboxen sind in ebendiesen zu finden.
| Land/RegionAuszeichnungen für Musikverkäufe (Land/Region, Auszeichnungen, Verkäufe, Quellen) | Silber     | Gold       | Platin       | Verkäufe  | Quellen              |
| -------------------------------------------------------------------------------------------- | ---------- | ---------- | ------------ | --------- | -------------------- |
| Australien (ARIA)                                                                            | —          | 2× Gold2   | 6× Platin6   | 490.000   | aria.com.au          |
| Belgien (BRMA)                                                                               | —          | Gold1      | —            | 15.000    | ultratop.be          |
| Brasilien (PMB)                                                                              | —          | Gold1      | —            | 30.000    | pro-musicabr.org.br  |
| Dänemark (IFPI)                                                                              | —          | 2× Gold2   | —            | 15.000    | ifpi.dk              |
| Deutschland (BVMI)                                                                           | —          | Gold1      | —            | 150.000   | musikindustrie.de    |
| Europa (Impala)                                                                              | —          | Gold1      | —            | (100.000) | Einzelnachweise      |
| Frankreich (SNEP)                                                                            | —          | —          | Platin1      | 200.000   | snepmusique.com      |
| Italien (FIMI)                                                                               | —          | —          | 2× Platin2   | 60.000    | fimi.it              |
| Mexiko (AMPROFON)                                                                            | —          | —          | 2× Platin2   | 120.000   | amprofon.com.mx      |
| Neuseeland (RMNZ)                                                                            | —          | 2× Gold2   | 6× Platin6   | 195.000   | radioscope.co.nz NZ2 |
| Österreich (IFPI)                                                                            | —          | Gold1      | —            | 15.000    | ifpi.at              |
| Schweden (IFPI)                                                                              | —          | Gold1      | —            | 20.000    | sverigetopplistan.se |
| Schweiz (IFPI)                                                                               | —          | —          | Platin1      | 30.000    | hitparade.ch         |
| Spanien (Promusicae)                                                                         | —          | —          | 2× Platin2   | 80.000    | elportaldemusica.es  |
| Vereinigtes Königreich (BPI)                                                                 | 5× Silber5 | 4× Gold4   | 11× Platin11 | 8.000.000 | bpi.co.uk            |
| Insgesamt                                                                                    | 5× Silber5 | 16× Gold16 | 31× Platin31 |           |                      |